# John Basilone
John Basilone (Buffalo, 4 novembre 1916 – Iwo Jima, 19 febbraio 1945) è stato un militare statunitense che ricevette la Medal of Honor per le sue azioni di combattimento durante la battaglia di Guadalcanal nella seconda guerra mondiale. Fu anche l'unico marine arruolato nel conflitto che ricevette sia la Medal of Honor sia la Navy Cross.

## Biografia
Figlio di italiani originari di Colle Sannita, in provincia di Benevento, emigrati in America per cercare fortuna, prestò servizio per tre anni nell'Esercito degli Stati Uniti di guarnigione nelle Filippine, il che gli valse il soprannome di "Manila John". Si arruolò quindi nei Marines nel 1940. Dopo l'addestramento si schierò con la 1ª Divisione Marines nelle Isole Salomone e a Guadalcanal, dove con il suo coraggio in battaglia ottenne la Medal of Honor. Fu ucciso in combattimento durante la battaglia di Iwo Jima. Dopo la sua morte fu decorato con la Navy Cross. Tra le tante onorificenze, gli furono dedicate strade e basi militari.

### Seconda guerra mondiale

#### Guadalcanal
La notte tra il 24 e il 25 ottobre 1942 la sua unità fu sotto attacco da parte di un reggimento giapponese di circa 3000 soldati. I giapponesi iniziarono un attacco frontale con mitragliatrici, granate e mortai contro l'artiglieria americana. Basilone comandò due sezioni di mitragliatrici che combatterono per 48 ore, fino a che solo lui e altri due uomini furono in grado di continuare a combattere. Basilone spostò una mitragliatrice in un'altra posizione al fine di mantenere un "fuoco continuo" contro i giapponesi che avanzavano. Riparò e equipaggiò anche un'altra mitragliatrice, mantenendo così la linea difensiva fino all'arrivo dei rinforzi.
Con la battaglia che continuava, le loro munizioni divennero criticamente basse, e le linee di approvvigionamento erano tagliate. Basilone, allora, passò tra le linee nemiche e tornò con le munizioni per i suoi mitraglieri. Alla fine della battaglia, il reggimento giapponese era stato praticamente sconfitto. Per le sue azioni durante questa battaglia, John Basilone, ha ottenuto la più alta onorificenza militare degli Stati Uniti per il coraggio, la Medal of Honor.

#### Iwo Jima
Dopo che la sua richiesta di tornare a combattere fu approvata (perché dopo la battaglia di Guadalcanal fu rimandato negli Stati Uniti per vendere buoni di guerra), fu assegnato al 1º Battaglione, 27º Reggimento Marine, 5ª Divisione Marine durante l'invasione di Iwo Jima. Il 19 febbraio 1945 era in servizio come capo sezione mitragliatrici in azione contro le forze nemiche giapponesi sulla Red Beach II. Durante la battaglia i giapponesi concentrarono tutto il loro fuoco contro gli americani in arrivo, mentre loro erano attestati all'interno di postazioni fortificate sparse per tutta l'isola.
Con la sua unità bloccata, Basilone aggirò il fianco delle postazioni giapponesi finché non fu proprio sopra il fortino, per poi distruggerlo con granate. Poi si fece strada fino al campo di aviazione nº 1 per liberare un carro armato americano che era intrappolato in un campo minato sotto fuoco intenso di mortai giapponesi e sotto pesante artiglieria, guidando poi il mezzo sul terreno mettendo a rischio la propria sicurezza, nonostante il pesante fuoco a cui era sottoposto. Mentre si muoveva sul bordo del campo di aviazione morì a causa dell'esplosione di una granata da mortaio giapponese. Le sue azioni permisero ai Marines di penetrare nelle difese giapponesi e di scendere alla spiaggia di atterraggio durante le fasi iniziali dell'invasione.
Per il valore delle azioni compiute durante l'invasione di Iwo Jima a John Basilone è stata data la seconda più alta onorificenza del Corpo dei Marines per il coraggio: la Navy Cross. Il suo corpo fu sepolto nel cimitero nazionale di Arlington in Virginia e la sua tomba si trova nella sezione 12, Tomba 384, griglia Y / Z 23.5. Lena M. Basilone, la moglie di John Basilone (di tre anni più grande di lui), è morta l'11 giugno 1999, all'età di 86 anni. Il necrologio di Lena indica che non si è mai più risposata.

## Nei media
Basilone è il protagonista, insieme ad altri due marines (Robert Leckie e Eugene Sledge), della miniserie televisiva The Pacific, dove è impersonato dall'attore Jon Seda.